# Comuna Oleksandrivka, Șîreaieve
Oleksandrivka (în ucraineană Олександрівка) este o comună în raionul Șîreaieve, regiunea Odesa, Ucraina, formată din satele Florînske, Hrebeniukî, Hrîhorivka, Konțurove, Oleksandrivka (reședința) și Trudoliubivka.

## Demografie
Componența lingvistică a comunei Oleksandrivka
     Ucraineană (85,45%)
     Română (8,34%)
     Rusă (3,49%)
     Alte limbi (1,11%)
Conform recensământului din 2001, majoritatea populației comunei Oleksandrivka era vorbitoare de ucraineană (85,45%), existând în minoritate și vorbitori de română (8,34%), rusă (3,49%) și armeană (1,11%).